# Korean Air

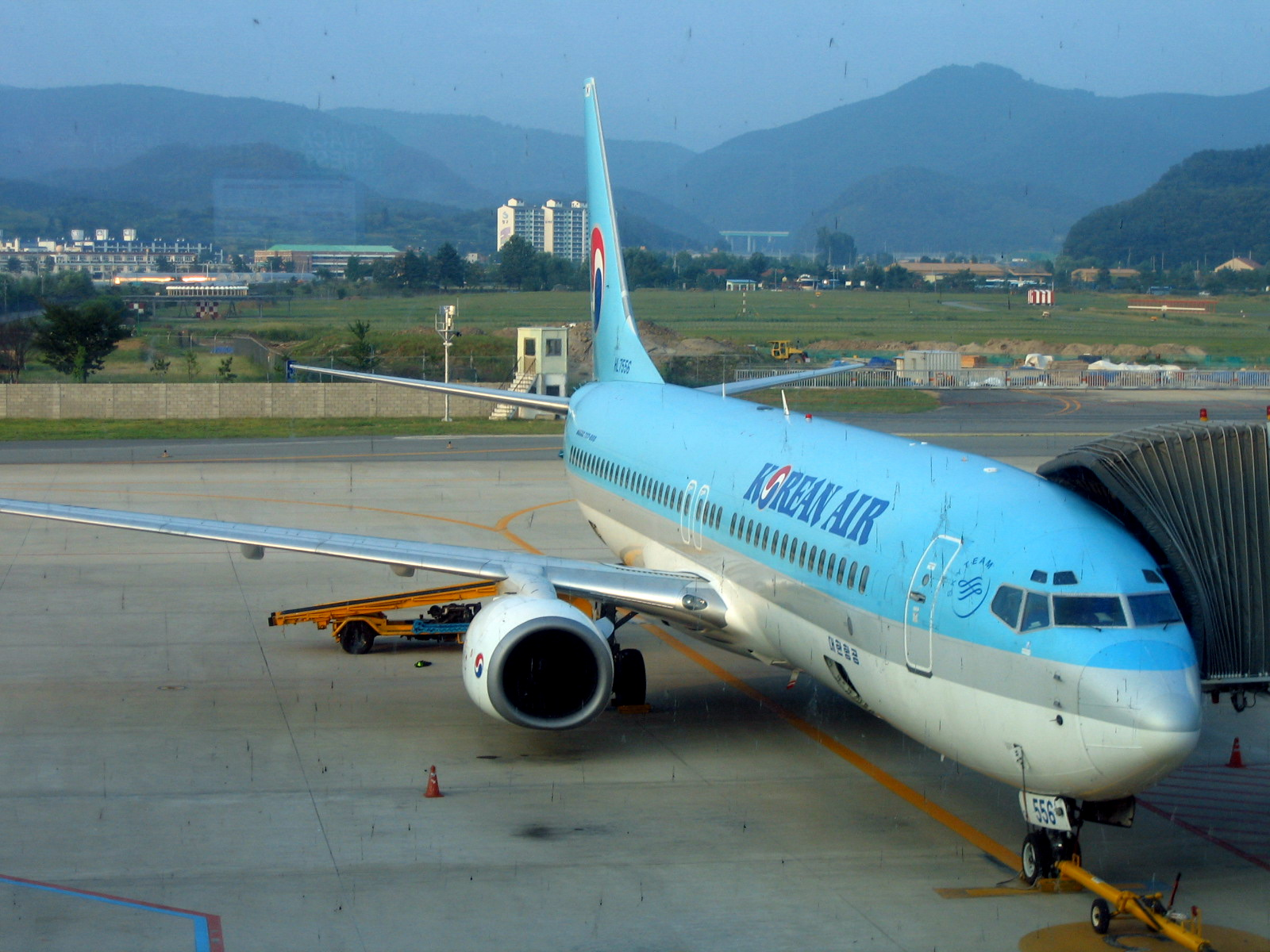
Ett Korean Air Boeing 737-800

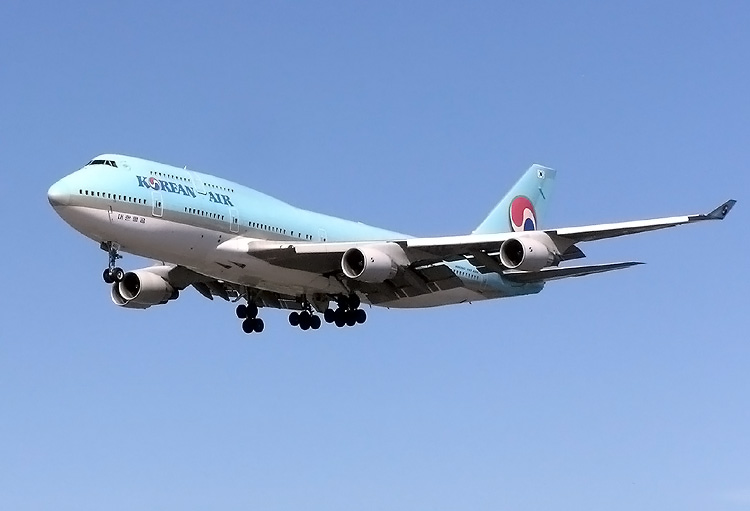
Ett Korean Air Boeing 747-400 på väg mot landning på Heathrows Flygplats utanför London.

Korean Air är Sydkoreas största flygbolag, och också ett av Asiens största.
Korean Air startades 1962 som Korean Air Lines och ägdes av den sydkoreanska regeringen. Flygbolaget ersattes av Korean National Airlines 1969 och blev privatägt; därmed grundades Korean Air.

## Flotta
Korean Airs flotta bestod av följande flygplan (October 2015)
| Flygplans typ          | I tjänst | Beställda | Option | Passagerare | Passagerare | Passagerare | Passagerare | Noter                                              |
| Flygplans typ          | I tjänst | Beställda | Option | F           | C           | Y           | Total       | Noter                                              |
| ---------------------- | -------- | --------- | ------ | ----------- | ----------- | ----------- | ----------- | -------------------------------------------------- |
| Airbus A321neo         | –        | 30        | 20     |             |             |             |             | Leverans 2019-2025                                 |
| Airbus A330-200        | 8        | 6         | –      | 6           | 24          | 188         | 218         |                                                    |
| Airbus A330-300        | 21       | 1         | —      | 6           | 18          | 252         | 276         | En leasad till Czech Airlines                      |
| Airbus A380-800        | 10       | —         | —      | 12          | 94          | 301         | 407         |                                                    |
| Boeing 737-800         | 23       | 7         | —      | —           | 12          | 126         | 138         |                                                    |
| Boeing 737-800         | 23       | 7         | —      | —           | 12          | 150         | 162         |                                                    |
| Boeing 737-800         | 23       | 7         | —      | —           | 12          | 135         | 147         |                                                    |
| Boeing 737-900         | 16       | —         | —      | —           | 8           | 180         | 188         |                                                    |
| Boeing 737-900ER       | 6        | 14        | —      | —           | 12          | 147         | 159         |                                                    |
| Boeing 737 MAX 8       | –        | 30        | 20     |             |             |             |             | Leverans 2019-2025                                 |
| Boeing 747-400         | 13       | —         | —      | 10          | 61          | 262         | 333         | Fasas ut till 2017, ersätts av 747-8 och 777-300ER |
| Boeing 747-400         | 13       | —         | —      | 12          | 61          | 262         | 335         | Fasas ut till 2017, ersätts av 747-8 och 777-300ER |
| Boeing 747-400         | 13       | —         | —      | 12          | 45          | 308         | 365         | Fasas ut till 2017, ersätts av 747-8 och 777-300ER |
| Boeing 747-8I          | 3        | 7         | —      | 6           | 48          | 314         | 368         |                                                    |
| Boeing 777-200ER       | 16       | —         | —      | 8           | 28          | 212         | 248         |                                                    |
| Boeing 777-200ER       | 16       | —         | —      | 8           | 28          | 225         | 261         |                                                    |
| Boeing 777-300         | 4        | —         | —      | 6           | 35          | 297         | 338         |                                                    |
| Boeing 777-300ER       | 17       | 10        | —      | 8           | 56          | 227         | 291         |                                                    |
| Boeing 787-8           | —        | 1         | —      | TBA         | TBA         | TBA         | TBA         |                                                    |
| Boeing 787-9           | –        | 10        | —      | TBA         | TBA         | TBA         | TBA         |                                                    |
| Bombardier CS300       | –        | 10        | 10     | TBA         | TBA         | TBA         | TBA         |                                                    |
| Korean Air Cargo fleet |          |           |        |             |             |             |             |                                                    |
| Boeing 747-400ERF      | 8        | —         | —      | Cargo       | Cargo       | Cargo       | Cargo       |                                                    |
| Boeing 747-400F        | 9        | —         | —      | Cargo       | Cargo       | Cargo       | Cargo       |                                                    |
| Boeing 747-8F          | 6        | 4         | —      | Cargo       | Cargo       | Cargo       | Cargo       |                                                    |
| Boeing 777F            | 5        | 5         | —      | Cargo       | Cargo       | Cargo       | Cargo       | [ 4 ]                                              |
| Total                  | 168      | 142       | 50     |             |             |             |             |                                                    |